# Рушор (Марамуреш)
Рушор (рум. Rușor) — село у повіті Марамуреш в Румунії. Входить до складу комуни Копалнік-Менештур.
Село розташоване на відстані 387 км на північний захід від Бухареста, 20 км на південний схід від Бая-Маре, 81 км на північ від Клуж-Напоки.

## Населення
За даними перепису населення 2002 року у селі проживали 302 особи. Усі жителі села рідною мовою назвали румунську.
Національний склад населення села:
| Національність | Кількість осіб | Відсоток |
| -------------- | -------------- | -------- |
| румуни         | 288            | 95,4%    |
| цигани         | 13             | 4,3%     |